# Каникулы Эрика
«Каникулы Эрика» — детская повесть марийского поэта и писателя Миклая Казакова о мальчике, который приезжает зимой в деревню к дедушке.

## О книге
Повесть «Каникулы Эрика» впервые была издана отдельной книгой на марийском языке в Йошкар-Оле в 1966 году. Автор — народный поэт Марийской АССР, лауреат Сталинской премии III степени М. Казаков.
В 1977 году в издательстве «Детская литература» в Москве книга вышла в свет на русском языке (переводчик — Вл. Муравьёв). Издание сопровождается красочными рисунками А. Солдатова.
Повесть изучается на уроках марийской литературы в начальных и средних классах школ, также рекомендуется для внешкольного изучения.

## Сюжет
Повесть состоит из 20 глав.
Действие происходит в марийской деревне 1960-х годов. Мальчик из Йошкар-Олы Эрик Сатеран (прототипом заглавного героя является сын писателя Эрик) с дедушкой приезжает на зимние каникулы к родне в деревню Сасканур. Затем в каждой из глав повести рассказывается о приключениях Эрика и его друзей в деревне: здесь их ждут и сельские концерты, и зимние детские развлечения, и местные легенды, и дегустация национальных блюд! В финале Эрик обещает снова вернуться в деревню летом.

## Персонажи
- Эрик Сатеран
- Лизук, двоюродная сестра Эрика
- Македон Кугубаев
- Асхат
- Начий
- Мама Эрика
- Дедушка Эрика
- Бабушка Эрика
- Тётя Настя
- Дядя Когой
- Бригадир Зосим Иванович

## Отзывы
«Рассказы и очерки М. Казакова поэтичны, полны яркой красочности. Интересно написана его повесть «Каникулы Эрика». Она о современной марийской деревне, о марийских ребятах. Автор ведёт повествование о делах обыденных, повседневных. Но это обыденное, повседневное под пером Миклая Казакова стало неповторимым, удивительным». ― Ким Васин, марийский писатель и литературовед